# Seattle Mariners
Die Seattle Mariners sind ein Major-League-Baseball-Franchise aus Seattle im US-Bundesstaat Washington, welches in der Western Division der American League spielt. Aufgrund des Logos aus den Jahren 1987–1992, sind sie auch unter dem Spitznamen „The M's“ bekannt. Die Mariners tragen ihre Spiele seit 1999 im T-Mobile Park im Seattler Stadtteil SoDo aus.
Seit seiner Gründung im Jahr 1977 ist das Franchise vor allem durch ihre mangelnden sportlichen Erfolge bekannt. Erst 1991 gelang es den Mariners, erstmals eine positive Saisonbilanz zu erzielen. Die späten 1990er Jahre merkierten die bisher erfolgreichste Ära in der Franchisegeschichte. Angeführt durch die starken Hall-of-Fame-Spieler Edgar Martinez, Ken Griffey Jr. und Randy Johnson gewannen die Mariners im Jahr 1995 erstmals ihre Division und qualifizierten sich für die Play-offs. Dort besiegten sie in der ALDS die New York Yankees und zogen in die ALCS ein. Zwei Jahre später, 1997, erreichten sie durch einen weiteren Divisionstitel erneut die Play-offs.
Die bisher erfolgreichste Saison der Mariners war 2001. Trotz der Abgänge von Johnson, Giffey und Alex Rodríguez stellte das Team mit 116 Siegen einen neuen Rekord der American League für die meisten Siege in einer Saison auf. Angetrieben durch den aus Japan kommenden Ichirō Suzuki stellten sie damit auch den MLB-Rekord der  Chicago Cubs aus dem Jahr 1906 ein, die allerdings zehn Spiele weniger absolviert hatten. Nach dieser Glanzsaison dauerte es bis 2022, bis die Mariners wieder in die Play-offs einzogen. Zu diesem Zeitpunkt hielten sie damit die längste aktive Serie ohne Play-off Teilnahme in den vier großen nordamerikanischen Sportligen (MLB, NHL, NBA und NFL).
Die Seattle Mariners sind das einzige aktive MLB-Franchise, das noch nie in der World Series stand. Mit 48 Saisons seit ihrer Gründung halten sie die längste aktive Serie ohne World-Series-Teilnahme. Lediglich die Texas Rangers (49), Washington Nationals (50) und Chicago Cubs (70) haben noch längere Allzeitserien vorzuweisen.

## Geschichte

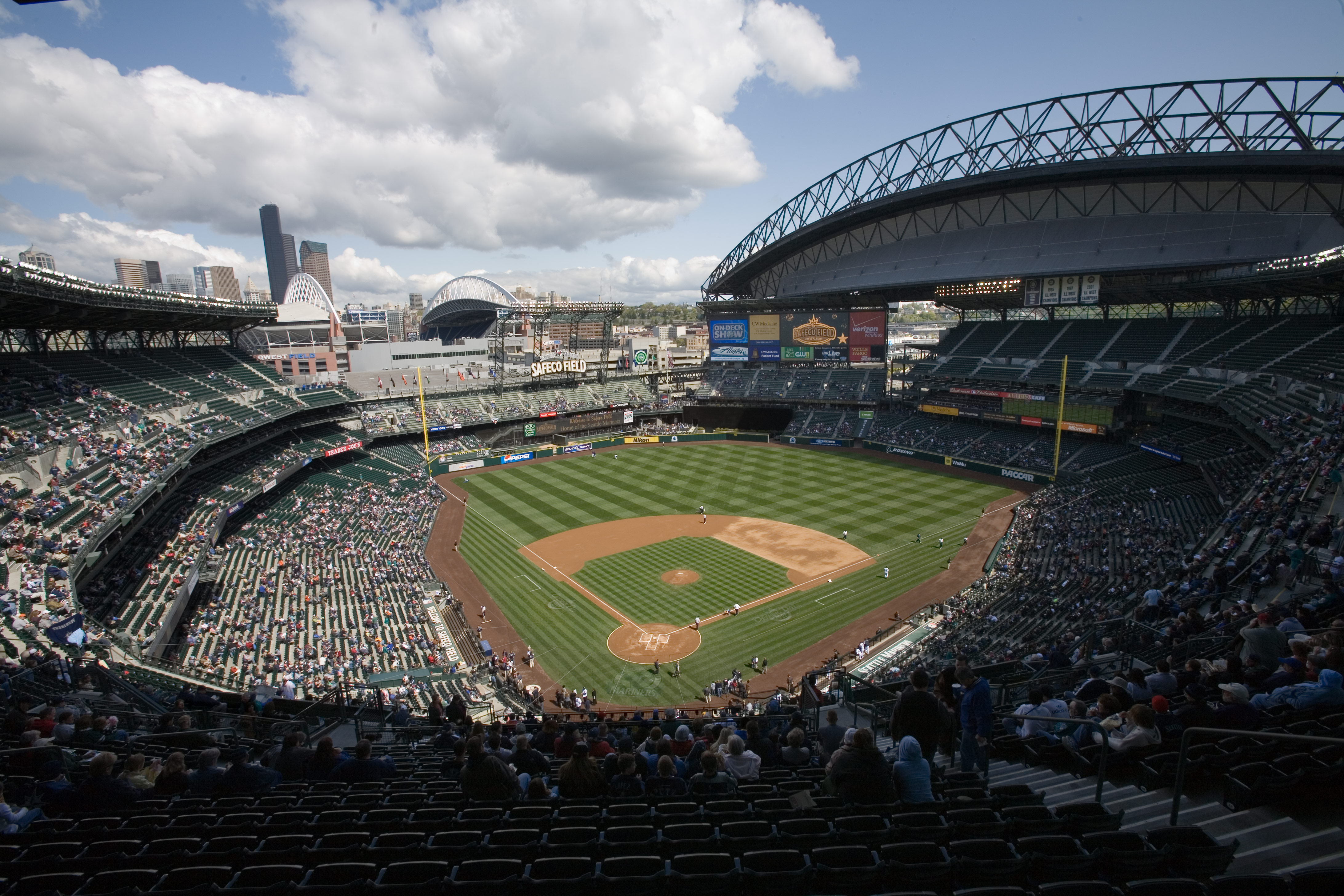
T-Mobile Park

Nintendo of America kaufte am 26. November 2004 den 54-prozentigen Anteil des ehemaligen Nintendo-Co.-Ltd-Vorsitzenden Hiroshi Yamauchi, der diesen 1992 gekauft hatte, um die Mannschaft vor der Pleite zu bewahren. Bereits vor dem Kauf der Yamauchi-Anteile besaß Nintendo of America einige Anteile der Mariners, deren genaue Höhe jedoch nicht bekannt ist. Am 23. August 2016 reduzierte Nintendo seine Beteiligung um 44 % auf 10 %.

## Namhafte Spieler
Namhafte Spieler, die bei den Seattle Mariners spielen oder dort zu erstklassigen Spielern wurden:
- Félix Hernández („King Felix“)
- Ichirō Suzuki („Ichiro“)
- Edgar Martínez („Edgar“)
- Alex Rodríguez („A-Rod“)
- Jay Buhner („Bones“)
- Bret Boone
- Ken Griffey junior („The Kid“)
- Randy Johnson („The Big Unit“)
- Freddy García („The Chief“)

## Nicht mehr vergebene Nummern
| Edgar Martínez DH, 3B, 1B Coach Nicht mehr vergeben seit 12. August 2017          |
| Ken Griffey Jr. OF Nicht mehr vergeben seit 6. August 2016                        |
| Jackie Robinson Nicht mehr vergeben seit Gründung, 1977 (Bei allen Teams der MLB) |

## Aktueller Kader
Bei Doubleheadern dürfen die Teams einen 27. Spieler in den aktiven Kader berufen.

## Minor League Teams der Mariners
Die Minor-League-Affiliates (vertraglich an den Major-League-Club gebundene unterklassige Profimannschaften, in erster Linie zum Zweck der Spielerentwicklung) der Mariners sind:
- Tacoma Rainiers (AAA) aus Tacoma, Washington
- Arkansas Travelers (AA) aus North Little Rock, Arkansas
- Everett AquaSox (High-A) aus Everett, Washington
- Modesto Nuts (Single-A) aus Modesto, Kalifornien
- ACL Mariners (R) aus Peoria, Arizona
- DSL Mariners (R) aus Santo Domingo, Dominikanische Republik

Dabei werden unter AAA (oder Triple-A) die höchstklassigen Minor Leagues und A (oder Single-A) die niedrigstklassigen Ligen zusammengefasst.